# Плече

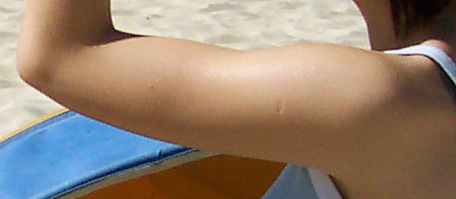
Ліве плече

Плече́ (лат. brachium) — найбільш проксимальний сегмент руки, що прикріпляється до тулуба за допомогою плечового суглоба. Межами плеча (в анатомічному розумінні) є дві лінії: зверху — лінія, що з'єднує нижні краї великого грудного м'яза і найширшого м'яза спини, знизу — лінія, що проходить на дві товщини пальців вище виростків плечової кістки; обмежувана ними поверхня називається плечовою ділянкою (regio brachii). Плече як анатомічний термін слід відрізняти від побутового вживання цього слова: «частина тулуба від шиї до руки», оскільки в цьому випадку «плече» формується не тільки плечовою кісткою, але й ключицею, лопаткою зі всіма належними до них м'язами, сухожилками і зв'язками, воно не включає в себе regio brachii, але містить частини дельтоподібної ділянки, ділянки ключиці і латеральної ділянки шиї.

## Опис
Каркасом плеча служить плечова кістка, оточена м'язами: спереду — двоголовим м'язом плеча і плечовим м'язом, ззаду — триголовим м'язом плеча. Над м'язами розташовується фасція, підшкірна клітковина і шкіра. Всередині м'язового масиву і між м'язом і кісткою залягають глибокі судини і нерви, а саме плечова артерія та плечові вени, променевий, ліктьовий та серединний нерви. Поверхневі нерви і судини розташовуються в підшкірній клітковині. З сусідніми кістками плечова з'єднується плечовим та ліктьовим суглобами.
Травми плеча можуть призвести до пошкодження нервів і судин, а також до переломів плечової кістки, найчастішою локалізацією яких є шийка плечової кістки.